# Honda VF 500 F
La Honda VF 500 F (chiamata Interceptor nel mercato statunitense e canadese) è un motociclo prodotto dalla casa motociclistica giapponese Honda tra il 1984 e il 1986.

## Descrizione

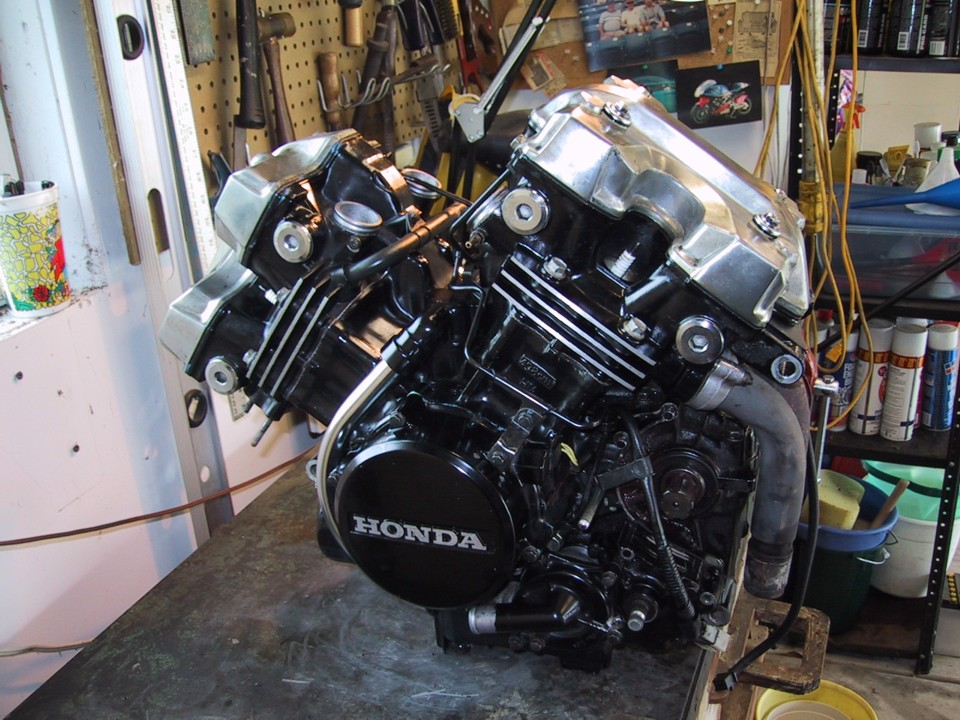
Motore della VF500

La moto è una sportiva della famiglia VF, dotata di un propulsore dalla cilindrata di 498 cm³ a quattro cilindri. La VF500 prende il nome dal suo motore V4 avente angolo tra le bancate di 90° con distribuzione a doppio albero a camme in testa con 16 valvole. Il quattro cilindri ha un alesaggio di 60 mm e una corsa di 44 mm, con un rapporto di compressione di 11:1.
La versione per il mercato europeo aveva anche un'altra versione chiamata VF500F2 che utilizzava una carenatura completa, mentre la VF500F aveva una solo semicarenatura superiore con una griglia davanti alla coppa dell'olio.
La VF500F utilizzava un telaio tubolare con sezione quadrata in acciaio, con all'anteriore una forcella telescopica e un gruppo molla/ammortizzatore con forcellone in fusione di alluminio al posteriore, entrambi regolabili. Le ruote all'anteriore sono da 16 pollici con uno pneumatico 100/90-16, mentre al posteriore è da 18 pollici con pneumatico 110/90-18.
È stata sostituita dalla CBR600F "Hurricane".